# Баторово (Злотовський повіт)
Баторово (пол. Batorowo, нім. Battrow) — село в Польщі, у гміні Ліпка Злотовського повіту Великопольського воєводства.
Населення — 157 осіб (2011).
У 1975-1998 роках село належало до Пільського воєводства.

## Демографія
Демографічна структура станом на 31 березня 2011 року:
|          | Загалом | Допрацездатний вік | Працездатний вік | Постпрацездатний вік |
| -------- | ------- | ------------------ | ---------------- | -------------------- |
| Чоловіки | 81      | 27                 | 46               | 8                    |
| Жінки    | 76      | 14                 | 44               | 18                   |
| Разом    | 157     | 41                 | 90               | 26                   |